# Corsaire Triplex
Corsaire Triplex est un roman d'aventures et de science-fiction français de Paul d'Ivoi publié en 1898. Il fait partie de la série des Voyages excentriques, dont le premier volume était Les Cinq Sous de Lavarède (1894). Le roman met en scène le corsaire Triplex, un Britannique patriote opérant à l'aide de sous-marins afin de faire régner la justice et de dévoiler les crimes du Directeur de la police britannique, Sir Allsmine.

## Synopsis

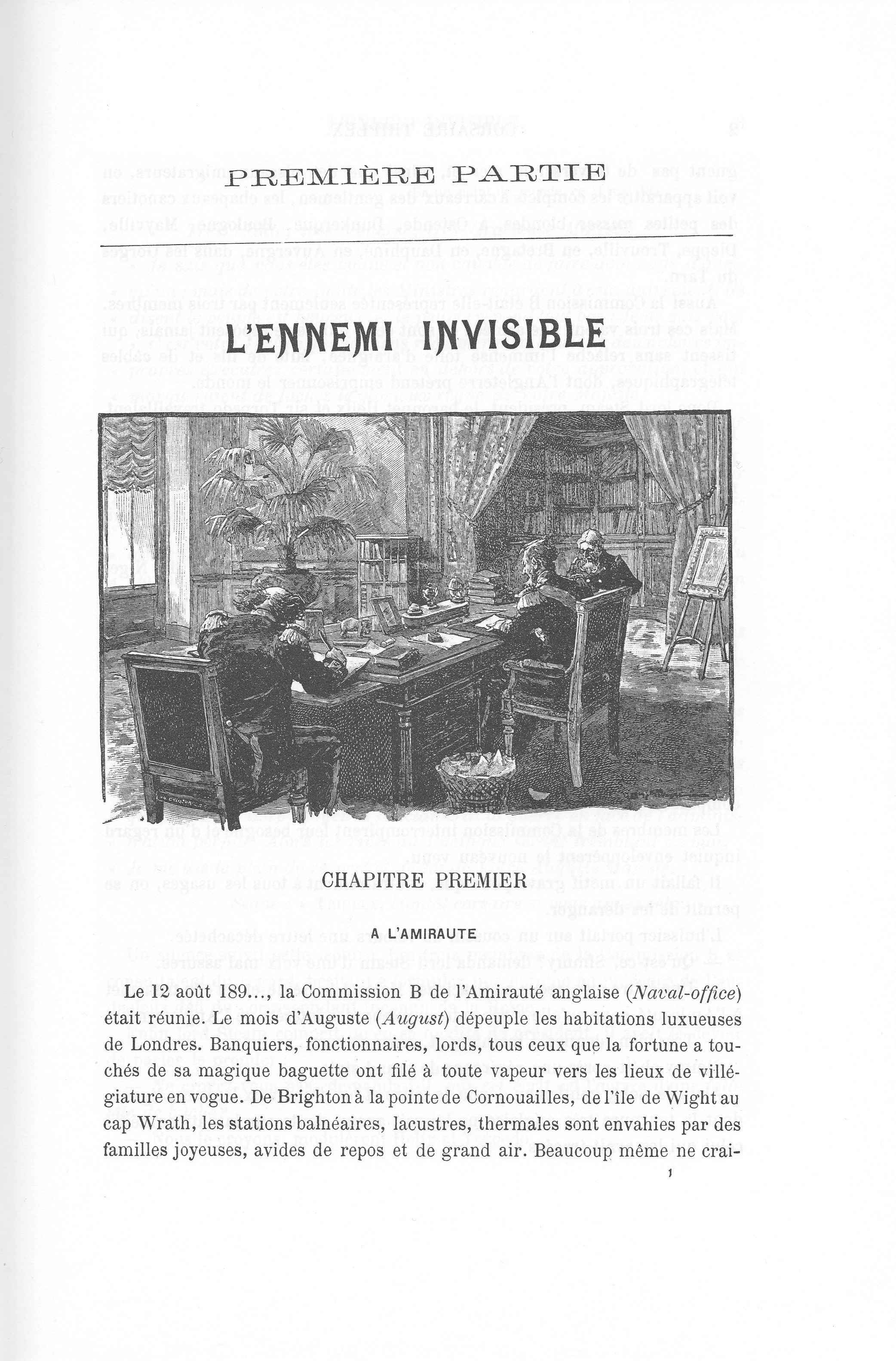
Première page du roman.

Le roman se divise en deux parties et comprend au total 28 chapitres.

### Première partie: «L'ennemi invisible»
Dans la première partie, « L'ennemi invisible », l'administration britannique est confrontée à un mystérieux bandit, le corsaire Triplex, qui semble doué d'ubiquité et réclame l'arrestation de Sir Toby Allsmine, un puissant fonctionnaire britannique. Pendant ce temps, Armand Lavarède, héros du roman Les Cinq Sous de Lavarède, désormais marié à Aurett, est à la recherche de son cousin Robert, qui a disparu volontairement après avoir été empêché d'épouser sa bien-aimée Lotia. Lavarède entend parler des agissements de Triplex et commence à chercher à découvrir son identité en même temps qu'il recherche Robert.
Le roman se déroule dans les années 1890. Un jour, la commission B de l'Amirauté britannique, composée de lord Steam, du baronnet Helix et de sir Torpedo, reçoit un message lançant un ultimatum à la reine d'Angleterre. Un homme écrivant sous le pseudonyme de « Triplex, bientôt corsaire si vous aimez cela » formule des accusations graves contre Sir Toby Allsmine, le général directeur de la police, dont l'autorité s'exerce sur tout l'empire colonial britannique, et exige l'ouverture d'une enquête en menaçant le Royaume-Uni d'une guerre. Lorsque la commission reçoit la lettre, le délai de l'ultimatum est déjà écoulé. La commission reçoit aussitôt après trois dépêches en provenance de Nouvelle-Zélande, de Bornéo et de Ceylan, et rapportant toutes les trois la destruction d'une garnison britannique. Les trois attentats sont revendiqués par Triplex. Le mystérieux Triplex semble avoir pu agir en même temps à trois endroits du monde éloignés de milliers de kilomètres les uns des autres.
À Sydney, en Australie, Toby Allsmine entreprend aussitôt de démasquer le mystérieux Triplex. Dans le même temps, Triplex continue ses actions et se montre capable de déposer des messages au cœur des administrations sans laisser aucune trace. Un jeune garçon nommé Silly, qui passe pour idiot, relaie l'un de ses messages auprès de Joan, l'épouse de Toby Allsmine. Silly rencontre par hasard Armand Lavarède, autrefois journaliste, qui fait du tourisme à Sydney en compagnie de son épouse Aurett et d'une jeune femme, Miss Lotia Hador. Tous trois sont à la recherche de Robert, cousin de Lavarède. Par le passé, Robert a été mêlé involontairement aux machinations des rebelles indépendantistes en Égypte et contraint par le gouvernement britannique d'endosser l'identité de Thanis, un héritier d'une des deux principales bandes rebelles. Pendant cette mésaventure, il a fait la connaissance de Lotia Hador dans ce pays et en est tombé amoureux. Mais après avoir échoué dans les procédures administratives indispensables pour épouser Lotia, Robert, profondément affligé, a disparu volontairement sans laisser de traces. Silly semble reconnaître les trois touristes et se met à leur service.
Peu après, Allsmine est capturé par les Masques verts, une organisation en lien avec le corsaire Triplex. Après lui avoir fait un procès dans le secret de leur organisation et lui avoir fait avouer ses crimes, les Masques verts suspendent Allsmine à une potence où il est retrouvé le lendemain matin. Armand Lavarède, prévenu par un mot anonyme qu'Allsmine se trouverait à cet endroit à cette heure, le tire d'embarras face à des journalistes prévenus par Triplex et qui photographiaient le pendu. S'étant ainsi assuré la bienveillance d'Allsmine, Armand lui demande son aide pour rechercher Robert. Armand commence à s'intéresser autant au corsaire Triplex qu'à ses recherches pour retrouver son cousin. Triplex lui-même semble s'intéresser à Robert, Aurett et Lotia : par un autre mot, il déclare vouloir les aider à le retrouver et leur conseille de réclamer à Allsmine de faire libérer l'Égyptien Niari, prisonnier à Broken-Bay, ce qu'ils font. Allsmine nie détenir Niari et le fait secrètement transférer ailleurs. Mais Triplex envoie des hommes libérer Niari pendant le transfert et Lavarède apprend que Niari se trouvait bien à Broken Bay. Peu après, Armand, Aurett et Lotia reçoivent un message de Robert Lavarède, qui les rassure sur son sort et leur apprend qu'il bénéficie de l'aide du corsaire Triplex ; la libération de Niari par Triplex permettra à Robert de dresser un acte administratif qui lui manquait pour prouver son identité à l'administration française et pouvoir enfin épouser Lotia.
Dans les deux mois qui suivent, ni Lavarède ni Allsmine ne parviennent à en savoir plus sur le corsaire Triplex, qui poursuit cependant ses actions dans le monde entier et multiplie les provocations envers Allsmine sans jamais laisser la moindre trace. Un jour, Triplex invite la population à venir voir ses « yeux » fixés sur le port qui doivent apparaître à l'horizon au soir. Allsmine tient prête la flotte britannique. Au moment dit, trois fanaux s'éclairent au loin. Les navires blindés se lancent aussitôt en direction des probables navires, mais ceux-ci s'avèrent être des sous-marins bien plus rapides que le meilleur destroyer. Non seulement Triplex n'est pas capturé, mais il fait rendre à Joan Allsmine un bijou qu'elle avait donné à sa fille, Maudlin, disparue et qui passe pour morte ; Triplex s'acquiert ainsi la bienveillance de Joan Allsmine. Dans le même temps, Triplex charge un "alter ego" (Triplex ') d'une mission dans le désert de Sandy. Allsmine fait écouter les communications téléphoniques de Sydney et en confie la surveillance à Armand dont il ignore les liens avec Triplex. Ils interceptent ainsi un message de Triplex mentionnant un voyage qu'il doit faire à Brimstone Mounts.
Tandis qu'Armand et Allsmine partent intercepter Triplex, Triplex ' est arrivé à Brimstone-Mounts, il y retrouve un nommé Bob Sammy lié à la disparition de la fille de Joan Allsmine. Triplex ', Bob Sammy et leur allié indigène Mora-Mora se trouvent pris au piège par une éruption volcanique et en danger de mort. Ils en sont sauvés par des voyageurs, mais leur sauveur n'est autre que Toby Allsmine, qui les fait prisonniers. Sur ordre de Triplex ', Bob Sammy s'évade pour préparer la suite des plans du corsaire. Allsmine se vante de sa capture auprès d'Armand, Aurett et Lotia et propose de leur faire voir le fameux corsaire. Mais en l'apercevant, tous trois reconnaissent Robert Lavarède en personne. Robert leur réclame le silence et leur demande de prévenir James Pack des événements. Grâce à ces différents alliés, Triplex simule sa propre mort. Tout le monde est persuadé qu'il s'est suicidé par empoisonnement. Triplex ' est enterré à Killed-Town, d'où des complices le font sortir. Allsmine est atterré par la résurrection de Triplex, puis se rend compte que sa femme, Joan, a disparu : il a perdu tous ses alliés.

### Deuxième partie: L'île d'or

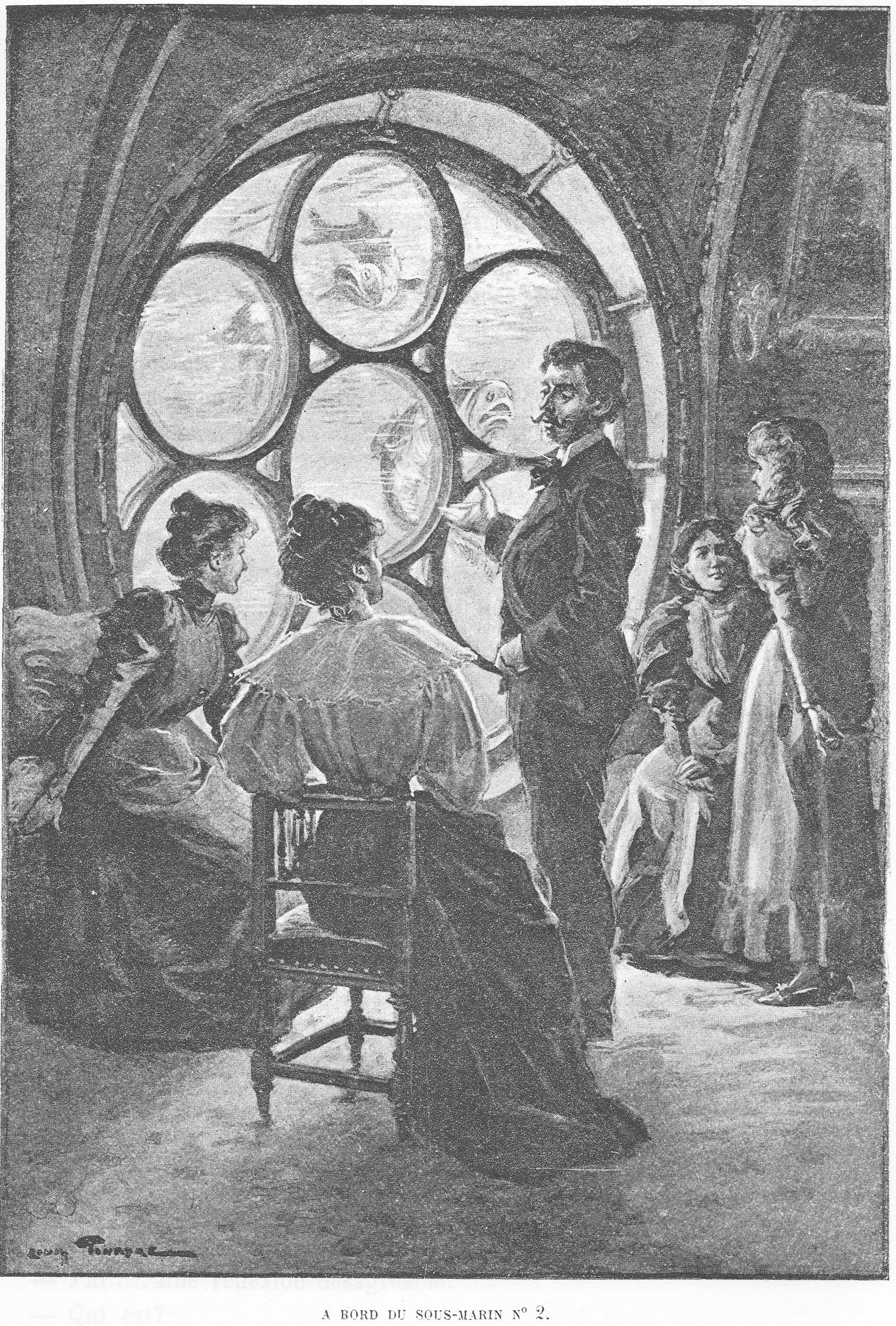
« À bord du sous-marin n°2 », gravure de Louis Tinayre.

Dans la deuxième partie, « L'île d'or », l'identité et les origines du corsaire Triplex sont révélés par une analepse qui remonte six mois avant les événements de la première partie. Robert Lavarède, qui a abandonné son nom et se nomme lui-même Zéro, se rend en Australie dans l'espoir d'y retrouver un fermier, Parker, qu'il a connu auparavant et qui peut l'aider dans ses démarches pour retrouver sa véritable identité. Mais il se perd et n'échappe à la mort que grâce à un indigène, Mora-Mora, qui le conduit à deux Européens. Eux aussi ont renoncé à leurs noms. L'un d'eux, qui est bossu, est un Britannique patriote qui a lutté contre son propre pays pour dénoncer les injustices commises par certains des serviteurs de l'Angleterre, principalement Toby Allsmine. Il connaît les aventures passées de Robert et de Lotia, car il compte parmi ses alliés, le secrétaire personnel de Toby Allsmine, qui porte le nom de « James Pack » en Australie.
Robert entre au service du bossu « Pack ». Ils rejoignent la côte et sont pris en charge par un sous-marin. « James Pack » en a conçu trois en tout, en s'inspirant des recherches du Français Claude Goubet. Il en dirige un, le jeune homme qui l'accompagne en dirige un autre, et Robert se trouve chargé du commandement du troisième. Ce sont ces trois hommes qui deviennent ensemble le corsaire Triplex. Robert est présenté à Maudlin Green, fille de lord Green, que Toby Allsmine a assassiné avant de charger un nommé Bob Sammy d'aller noyer sa petite fille Maudlin et d'épouser la veuve Green, Joan. Mais Maudlin survécut grâce à « James Pack ». Un jour, l'un des hommes du bossu « Pack », sur le point de mourir, révèle à son maître l'emplacement d'un gisement d'or qu'il n'a pu exploiter lui-même, situé dans une île perdue en Polynésie. « Pack » s'y rend et l'île d'or devient sa base ; la fortune qu'il découvre lui permet de faire construire ses sous-marins et de financer ses opérations.
Le récit reprend ensuite là où il s'était arrêté à la fin de la première partie. Armand Lavarède, Aurett, Lotia et Joan Allsmine ont assisté à la résurrection de Robert à Killed-Town et le suivent jusqu'à l'un des sous-marins de Triplex, le n°2. Joan attend avec émotion, car Triplex lui a promis de lui rendre sa fille, Maudlin. On découvre alors que Maudlin est bel et bien vivante et qu'elle ne fait qu'une même personne avec Silly, car elle avait été déguisée en garçon par le bossu James Pack : elle fait partie de ses serviteurs et sait même comment diriger un sous-marin. Puis Robert fait les honneurs de son embarcation à ses hôtes. Ils retrouvent ensuite Niari, qui a été lui aussi conduit au sous-marin n°2. Niari se déclare d'abord prêt à aider Robert à retrouver sa véritable identité, mais, en apprenant que Robert compte épouser Lotia Hador, il change d'avis brusquement, en raison de la haine millénaire entre les Hador et les Thanis dont Robert a porté le nom. Lotia et Robert s'aiment mais semblent devoir rester séparés à jamais. Afin de distraire Lotia qui sombre dans la dépression, Maudlin décide d'organiser une sortie sous les eaux grâce aux scaphandres conçus par les Triplex. Robert, Maudlin, Joan, Aurett et Lotia, accompagnés de plusieurs matelots, sortent en scaphandres explorer les fonds marins, mais une rencontre mouvementée avec un requin-marteau précipite la fin de la promenade.
Par la main de Robert, Triplex expédie au gouvernement britannique une annonce fixant rendez-vous à la flotte à l'île d'or. Armand parvient à dérider quelque peu Lotia en lui parlant de la faune et de la flore sous-marines et en organisant une nouvelle promenade. Le lendemain, ils s'aventurent à terre à Bornéo, où ils sont capturés par les Dayaks, une féroce tribu anthropophage. Maudlin parvient à laisser tomber son chapeau afin de laisser une trace de leur passage à l'attention des marins du bossu, qui le découvrent lorsqu'ils partent à leur recherche. Le bossu « James Pack » parvient ainsi à les faire libérer juste à temps. Il fait ensuite voguer le sous-marin jusqu'à un câble télégraphique où il a installé un appareil de son invention permettant d'espionner toutes les communications entre Sydney et le reste du monde ; puis tous reviennent à l'Île d'or.
Le bossu montre à ses hôtes les installations et les fortifications de l'Île d'or, qui lui permettent d'entretenir ses sous-marins, mais aussi de fermer l'unique passe donnant accès à l'intérieur de l'île à l'aide de rochers mobiles montés sur des rails installés sur les fonds marins. Lors d'une promenade sous-marine en scaphandres, Niari piège Robert, qu'il déteste en raison de son amour pour Lotia. Coincé au fond de l'eau, Robert doit affronter des crabes géants et échappe à la mort in extremis ; Niari est mis aux fers. Peu après, la flotte britannique parvient finalement à l'Île d'or. Triplex parvient à la piéger dans la baie grâce à ses rochers mobiles et peut ainsi dicter ses conditions. Après une tentative infructueuse d'un militaire, Kiddy, pour capturer Triplex, Allsmine est envoyé à l'Île d'or, accompagné de dignitaires britanniques propres à constituer un jury. Là, il subit un procès au cours duquel le bossu « James Pack » présente un film des accusations qu'il avait prononcées contre Allsmine au tribunal des Masques verts. Il présente ensuite ses témoins : le véritable Jams Pack (une victime d'Allsmine dont il a emprunté le nom), Bob Sammy et plusieurs autres. Enfin, le bossu "James Pack" ôte sa bosse et sa barbe, qui étaient des postiches, et révèle sa véritable identité : Joë Pritchell, qu'Allsmine avait fait accuser et condamner pour vol en inventant de fausses preuves au temps où Pritchell était un jeune garçon, simplement parce que l'intelligence de Joë risquait de le gêner dans ses machinations. 
Toby Allsmine est arrêté et emprisonné, mais parvient à se soustraire à la justice en s'empoisonnant à l'aide de pilules de poison contenues dans la bague qu'il portait toujours sur lui. Pendant ce temps, Robert Lavarède est très inquiet pour Lotia, qui est extrêmement malade et délire. Joë Pritchell parvient finalement à convaincre Niari, libéré pour l'occasion, d'accepter l'union entre Robert et Lotia. Mais Robert doit s'engager à servir la cause des indépendantistes égyptiens. Les visions qu'a eues Lotia dans son délire laissent entendre que leur lutte sera appuyée par les Français qui rivalisent avec les Britanniques en Égypte.

## Histoire éditoriale
Corsaire Triplex paraît en 1898 chez à l'Ancienne libraire Furne reprise par Combet, accompagné d'illustrations dessinées par Louis Tinayre et Eugène Vavasseur. Il est régulièrement réédité jusqu'à la fin du XXe siècle, chez Boivin, puis chez Tallandier. En 1982 un fac-similé de l'édition original paraît en Suisse aux éditions Slatkine.